# مكرديج الكسيح
مكرديج الكسيح الأرمني هو مكرديج بن عبد الله المخلع أو الكسيح ولد في كلس، بلدة قريبة من حلب، في أواخر القرن السابع عشر وانتقل في حداثته إلى الشهباء وكان أرمني الأصل كاثوليكي المذهب. ومكرديج اسم أرمني معناه يوحنا المعمدان. أما اسمه الكسيح أو المخلع فالظاهر أنه لقب يدل على مرض مزمن أصابه في قسم من حياته اضطره إلى السكون في بيته دون أن يمنعه عن الدرس والتأليف. وقد عمر طويلاً ولم تذكر على سنة وفاته والمرجح أنها وقعت في القسم الثاني من القرن الثامن عشر. وهو من أوائل الرواد الذين درسوا الروائع العربيّة وأسهموا في النهضة العربيّة. ومعظم أعماله الأدبيّة هي على شكل مخطوطات موزّعة في مجموعات عامّة وخاصّة مختلفة. وكان مكرديج شاعرًا ولغويًّا ولاهوتيًّا وناسخًا. مدحه مفكّرون كبار في عصره كالمطران جرمانوس فرحات ونيقولاوس صائغ.

## آدابه وعلومه
كان مكرديج متضلعاً من آداب عصره بارعاً في العلوم. فوجد في سقمه باعثاً لخدمة معاصريه بالتأليف. وقد وردت قائمة تآليفه في كتاب المخطوطات العربية لكتبة النصرانية (ص 195-196) فمنها مصنفات تدل على عظم تقواه وورعه مثل كتابه «ظل الكمال في تثقيف الأعمال» في فضائل السيد المسيح وتعاليمه. وكتابه «تردد النفس مع الله». وكتابه «التبر الكنوز لمنفعة الكاروز» وضعه لإفادة الواعظين. وكتابه «الطب الروحاني في الندامة والاعتراف». وخصوصاً كتابه «مصابيح الأحكام الجلية في حل المشكلات الإنجيلية» حل فيه 150 مشكلاً كتابياً.
وله تآليف أخرى أدبية منها كتابه «ريحانة الأرواح وسلم الآداب والصلاح» ألفه السنة 1718 في 12 فصلاً ضمنها حكماً في الفضائل الأدبية والزهديات نقلها عن الأسفار المقدسة والآباء الفلاسفة والشعراء ما يشهد على سعة معارفه وكثرة مطالعاته.
وقد أحب أيضاً أن يخدم اللغة العربية بتأليف كتاب جليل واسع المواد دعاه «كتاب الأهرامات» يبلغ في نسخة المكتبة الشرقية نيفاً وسبعمائة صفحة قسمه إلى ثلثة أهرام تشبيهاً بأهرام الجيزة في مصر. أفرد الهرم الأول للمفردات العربية عن السماء والموجودات العلوية والأفلاك والمظاهر الجوية والمواليد الطبيعية والعالم المدني في 93 باباً. وخص الهرم الثاني بأسماء آلات الصنائع والمهن وأدوات الحروب في 47 باباً. وروى في الهرم الثالث المفردات المختصة بالعلوم اللغوية والأدبية والفلسفية والرياضية والطبيعية والفرق الدينية ومساجدها وفي عواقب الإنسان والعالم الآخر كجهنم والشياطين إلخ.

## رسائله النثرية وشعره
شغف مكرديج الكسيح بالكتابة وقد ترى له رسائل مسجعة منمقة كرسائل أدباء عصره، وقد اطرأها الخوري نيقولاوس والصائغ في بعض كتاباته التي وجهها إليه سنة 1710 وطبعت في آخر ديوانه (387-300) ويدعوه هناك (بتاج الأدباء الراغبين وسراج النجباء الطالبين الشماس مكرديج الكسيح جواباً لكتاب أرسله إليه) ويعظم في رسالته فضل الكسيح ويشيد بسعة علومه وآدابه فيمدحه نثراً وشعراً مديحاً بليغاً ويعزيه بوفاة أخيه يوسف ويحضه على الصبر في أوجاعه ويذكره بفضائل والده التي ورثها ليتشبه بها في حياته. وهي رسالة بديعة تبلغ 20 صفحة.
ولمكرديج الكسيح شعر روى هو منه شيئاً في كتابه ريحانة الأرواح فمن ذلك قوله يتشوق إلى السماء (من الطويل):
أثير السماء هل إليك طريقة... أصير بها مع غايتي ومنائي

إليك منائي ظل قلبي مشوقاً... ولكن خطائي في قيود خطائي
وقال في ما يصيب النفس من تقلبات الدهر (من الطويل):
قد كانت النفس كالفردوس مزهرةً... واليوم بور وحوش الجن تأويها

تباً لطبع غدا كالشوك منبته... إن مالت النفس يوماً ظل ينكيها
وقال يصف شدائد الحياة (من الطويل):

لقد خضت دون الحق كل بلية... يهيم بها قلب الزمان على مثلي

وذقت مرار الدهر والموت دونه... ودست شواظ العذل يفتر عن شغل

وهمت بدين الله والهول ضمنه... وفيه أرى الأهوال تعنو إلى قتلي
وقال أيضاً يصف بلاياه (من الطويل):

سقيم سقاه الدهر كل بلية... فأضحى عديماً في مثال منفس

سطيح على الغبراء تحت قبابهم... محيط بأفلاك العلي تفرسي
وله أيضاً في منفعة التجارب (من الطويل):

لا تخش من ريب الزمان فانه... دليل انتخاب بل تهلل إذا نزل

وقبلك إبراهيم فر ويوسف... ترامى بأمر شاءه ساكن الأزل

وكم من كرام قد أهينوا وشردوا... كيت عروض قد تخبل وانخزل
وقد قال في اختيار الأصدقاء (من الطويل):

تخير صديقاً مثل ما وافقه الذي... يقول إله العرش ضمن الشريعة

فرب حقير الشأن ينجي وشاهدي... عويد حمانا من جحيم تلظت

## أعماله
ورد في قائمة المخطوطات الخاصة بالمكتبة الشرقيّة لجامعة القديس يوسف في بيروت لمكرديج الكسيح عدة أعمال منها:
- كتاب الأهرامات -وهو كتاب لغويّ يذكر في القسم الأوّل منه مرادفات الأسماء التي تتعلّق بالسماء والنجوم والمظاهر الطبيعيّة، وفي القسم الثاني الأسماء التي لها علاقة بالصناعات والأدوات والأسلحة، بينما القسم الأخير مخصّص للأسماء اللغويّة والفلسفيّة والرياضيّات والأمور الدينيّة.
- ظلّ الكمال في تثقيف الأعمال
- ريحانة الأرواح وسلم الادب والإصلاح
- كيفية التردد مع الله
- مصابيح الاحكام الجلية في حل المشكلات الإنجيلية